# Строги природни резерват Јарешник
Строги природни резерват Јарешник се налази на територији општине Босилеград у Пчињском округу. СРП „Јарешник“ је једино подручје где је настањен кримски бор и једини резерват шуме црног бора прашумског типа у Србији.
"Јарешник", чија је површина шест хектара и двадесет један ар, сврстан је у прву категорију заштићеног подручја од изузетног значаја, а дат је на управљање предузећу "Србијашуме" Овом одлуком забрањено је угрожавање или уништавање шуме сечењем, кидањем пупољака и смоларењем.

## Историјат и популација
Јарешник је био строги резерват природе и 1961. године, а пре неколико година Завод за заштиту природе урађена је и ревизија заштићеног простора. Откривено је да је популација кримског бора (Pinusnigraspp pallasiana) повећала зантно свој број и са броја стабала од 201 скочила је на 795, а разлика између овог броја броји 50 година. Процењена старост неких стабала иде и до 250 година.  
Борови у овој шуми су досежу висину и до 30 метара а пречник просечног стабла је око један метар.

## Решење - акт о оснивању
Решење о проглашењу донето од стране Владе Србије,"Службени гласник РС", број 36 од 24. маја 2019. а ступа на снагу 1.6.2019. године.